# ویکتور گرودتسکی
ویکتور گرودتسکی (لهستانی: Wiktor Grodecki؛ زادهٔ ۲۵ فوریهٔ ۱۹۶۰) یک کارگردان فیلم، و فیلم‌نامه‌نویس اهل لهستان است.
از فیلم‌ها یا مجموعه‌های تلویزیونی که وی در آن‌ها نقش داشته‌است می‌توان به زائر اشاره نمود.